# Kalle Karlsson
Kalle Karlsson, född 23 november 1981, är en svensk fotbollstränare som sedan sommaren 2021 är huvudtränare för Västerås SK. Karlsson tog över huvudansvaret efter att ha agerat assisterande tränare till Thomas Askebrand när denne lämnade klubben. Karlsson tog säsongen 2023 Västerås SK till sin första allsvenska säsong sedan 1997.

## Biografi

### Journalistisk karriär
Efter att ha avslutat en skadepräglad fotbollskarriär inledde Karlsson sin arbetsbana på VLT i Västerås. Senare hamnade han som redigerare på tidningen Expressen. Han började därefter som panelmedlem i programmet Eurotalk. Detta ledde till att Aftonbladet 2012 engagerade Karlsson och lät honom driva sin Premier League-blogg. Efter att ha drivit bloggen fram till 2017 avslutade han den när han fått tränarjobbet i Vasalunds IF. 

### Tränarkarriär
Efter att ha varit huvudtränare för Karlbergs BK presenterades Kalle Karlsson som assisterande tränare i sin hemstad Västerås och laget Västerås SK i november 2019. Efter ett svagt 2020 och första halva på 2021 lämnade dåvarande huvudtränare Thomas Askebrand sitt uppdrag och Karlsson fick ta över huvudansvaret. Första säsongen slutade med en elfte plats och man undvek nedflyttningskval med endast en poäng efter att nedflyttningskonkurrenten Akropolis förlorat sin sista match. Efter säsongen skrev han på ett tvåårskontrakt med VSK. 2022 blev Västerås SK återigen indragen i bottenstriden, men laget avslutade säsongen starkt med fyra vinster på de fem sista matcherna och slutade nia i Superettan. 
Efter säsongen valde sportchef Herman Ottoson att avgå från sitt uppdrag som sportchef för Västerås SK. Kalle Karlsson fick därför agera både sportchef och tränare efter detta. Under säsongen 2023 kunde Västerås SK fortsätta sitt starka avslut på föregående år och var med i toppen från början av seriespelet. Säsongen skulle nå sitt klimax den 29 oktober 2023 då Västerås SK ställdes mot toppkonkurrenten GAIS. Karlssons Västerås säkrade segern i matchen genom två mål av lagets bäste målskytt Jabir Abdihakim Ali, vilket även innebar att seriesegern var säkrad och därigenom även en plats i allsvenskan 2024.